# Overbanked turn
Een overbanked turn is een speciale bocht in een achtbaan, die meer dan 90° kantelt. Een gewone bocht in een achtbaan wordt schuin geplaatst om de laterale G-krachten tegen te gaan. Door erg hoge snelheden in bijvoorbeeld hypercoasters, kan zelfs die maatregel echter onvoldoende zijn om de veiligheid van de passagiers te garanderen. De bocht wordt daarom zo schuin geplaatst dat de achtbaantrein over de lengteas meer dan 90° gekanteld is en de passagiers dus bijna ondersteboven hangen.
Onder achtbaanfanaten is er veel onenigheid of een overbanked turn beschouwd mag worden als een inversie zoals een gewone looping of kurkentrekker.